# HD194528
HD194528 — хімічно пекулярна зоря спектрального класу A2, що має видиму зоряну величину в смузі V приблизно  8,0.
Вона  розташована на відстані близько 640,8 світлових років від Сонця.